# Liparis merapiensis
Liparis merapiensis är en orkidéart som beskrevs av Rudolf Schlechter. Liparis merapiensis ingår i släktet gulyxnen, och familjen orkidéer. Inga underarter finns listade i Catalogue of Life.